# Kossuth Lajos Evangélikus Óvoda, Általános Iskola, Gimnázium és Pedagógiai Szakgimnázium
A miskolci Kossuth Lajos Evangélikus Óvoda, Általános Iskola, Gimnázium és Pedagógiai Szakgimnázium a Dayka Gábor utca 4. szám alatti központi épületben, valamint további más épületekben (Dayka Gábor utca 6., Kis-Hunyad utca 5. és 7., Reményi Ede utca 2.) működik.

## Története
Az iskola története 1838-ban kezdődött, amikor a rimaszombati evangélikus egyházkerületi közgyűlés egy evangélikus tanítóképző felállításáról döntött, amit 1840-ben a Miskolcra összehívott közgyűlés is megerősített. Az iskola ennek ellenére Nyíregyházán jött létre 1847-ben, majd 1873-ban Eperjesre helyezték át.
A trianoni békeszerződés értelmében Eperjes Magyarország határain kívül rekedt, és az intézmény – az eperjesi jogakadémiával együtt – Miskolcra települt. A jogakadémia Miskolcra települését Mikler Károly dékán, a tanítóképzőét pedig Gerhardt Béla igazgató szervezte meg. Szentpáli István polgármester és Miskolc képviselő-testülete is támogatta a befogadást. Ezzel lényegében Miskolc az evangélikus tanítóképzés egyik központjává vált az országban.
Az első időkben a „Tiszai Ágostai Hitvallású Evangyélmi Egyházkerület Miskolci Tanítóképző Intézete” néven működő iskola az 1911-ben épült Kun József utcai állami elemi iskolában működött, majd 1926-ban – már Hodobay Sándor polgármestersége idején – az intézmény megkapta a mai Kis-Hunyad utca 5. szám alatti, volt evangélikus elemi iskolát is. Az 1927–1928-as tanévben a fiúiskolai tanítókat képző iskolának 208 hallgatója volt, évfolyamonként 40–50-en tanultak. Az iskola igen népszerű volt a középosztály körében, majd a terület-visszacsatolások után is nőtt az érdeklődés. 1928-ban – Árva Pál tervei szerint és kivitelezésében – megkezdődött a Dayka Gábor utcában a mai épület építése, amit 1929-ben adtak át rendeltetésének. Ötévfolyamos képzés folyt, felekezeti hovatartozásra tekintet nélkül fogadták a fiú hallgatókat, és ötven diáknak biztosítottak szállást, hetvennek pedig étkeztetést. Az új épületben tíz tanterem, gyakorló termek, tornaterem volt, és – az akkori szokásoknak megfelelően – itt lakott az iskolaigazgató is.
1938 után az iskola neve „Tiszai Evangélikus Egyházkerület Miskolci Líceuma és Tanítóképző Intézete” volt. A második világháború éveiben az iskolaépület katonai igénybevétele miatt a tanulók a Lévay József Gimnáziumba költöztek. A német megszállás alatt a németek használták a a Dayka Gábor utcai épületet, majd 1945-ben szovjet katonai kórházat helyeztek el benne, az ott maradt iskolai berendezések, felszerelések, szertárak és a könyvtár megsemmisült. Az oktatás a Görgey utca 20-ba került, a házban mindössze két tanterem és egy imaterem volt, és az iskola a Tóth Pál Palóczy utcai Leánygimnázium és Líceum gyakorló iskolája lett. Az intézmény 1946-ban visszaköltözött régi, már helyrehozott épületébe, majd 1948-ban államosították. Egy év múlva a nevét „Állami Tóth Pál Nőnevelő Intézeti Leánylíceum és Tanítóképző”-ről „III. számú Pedagógiai Gimnázium”-ra változtatták, és elköltöztették a Lévay József Állami Gimnáziumba.
1949-ben, a újonnan alapított Nehézipari Műszaki Egyetem az Állami Fráter György Gimnáziumban kezdte meg működését, az addig ott működő gimnázium pedig áttelepült a tanítóképző Dayka Gábor utcai épületébe. A Földes 1952-ben költözött vissza mai épületébe, a Dayka Gábor utcán pedig három évfolyamos óvónőképzés indult el, ami később megszűnt, az iskola középiskola lett, „Kossuth Lajos Gimnázium” néven. 1973-ban ismét óvónőképzéssel bővült a funkció, és „Kossuth Lajos Gimnázium és Óvónői Szakközépiskola” lett a neve.
A városi közgyűlés 2001-ben visszaadta az épületet az evangélikus egyháznak, az iskola neve „Evangélikus Kossuth Lajos Gimnázium és Pedagógiai Szakközépiskola” lett. 2011-ben átvették a szomszédos épületben működő Istvánffy Gyula Általános Iskolát, majd  2014-ben a Reményi Ede utcai óvodát is, amivel az óvodai, az alsófokú és a gimnáziumi oktatás (utóbbi kiegészülve pedagógiai szakképzéssel) egy vertikumban, gördülékeny átmenettel valósulhatott meg. Négy óvodai csoportjuk, huszonhárom középiskolai és tizennégy gimnáziumi osztályuk van.
A 2024 szeptemberében induló tanévben óvodai nevelő technikumi képzéssel bővül az iskola tevékenységi területe, úgy, hogy ez váltja az addigi pedagógiai szakgimnáziumi képzést.

## Galéria

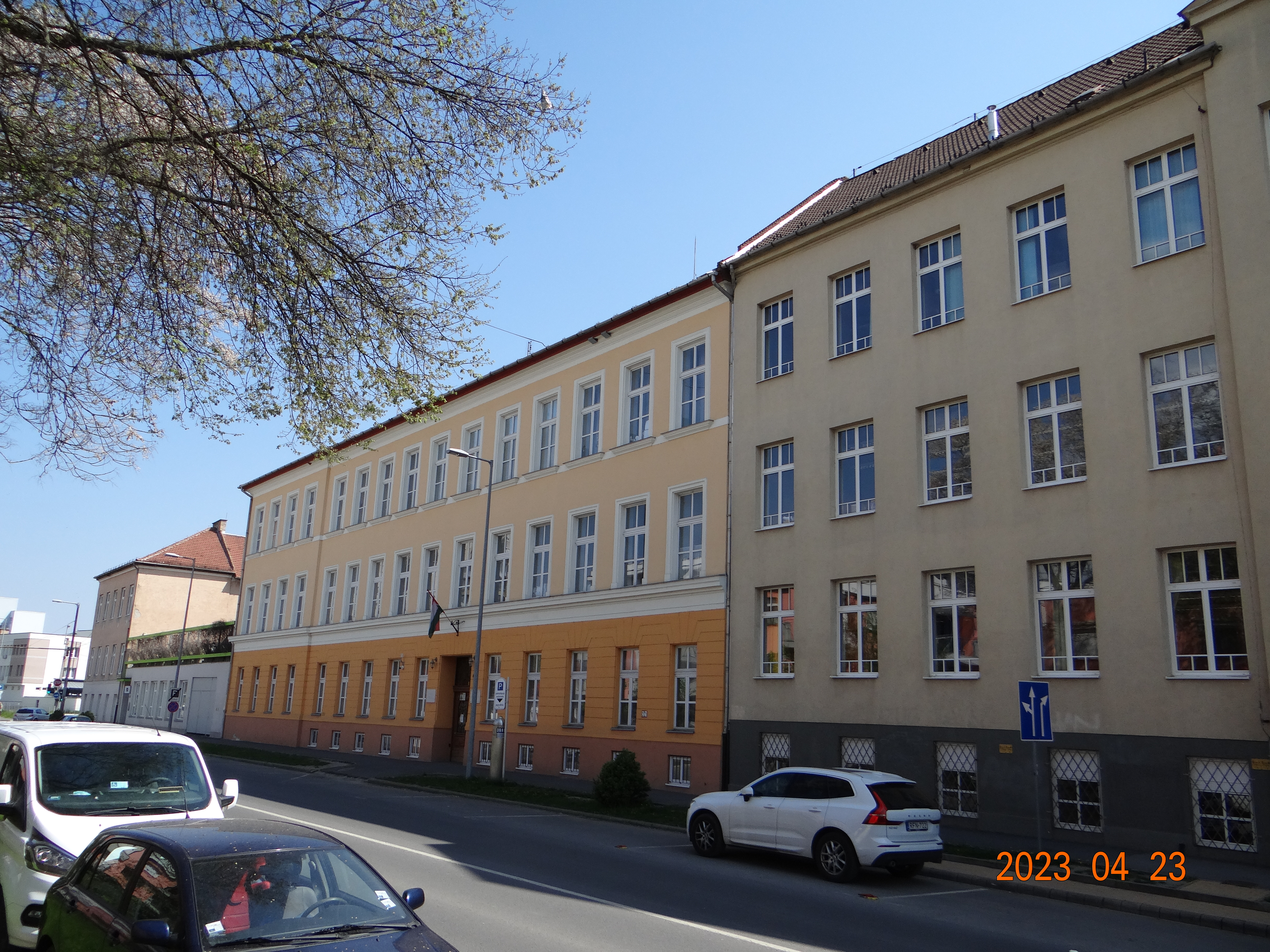
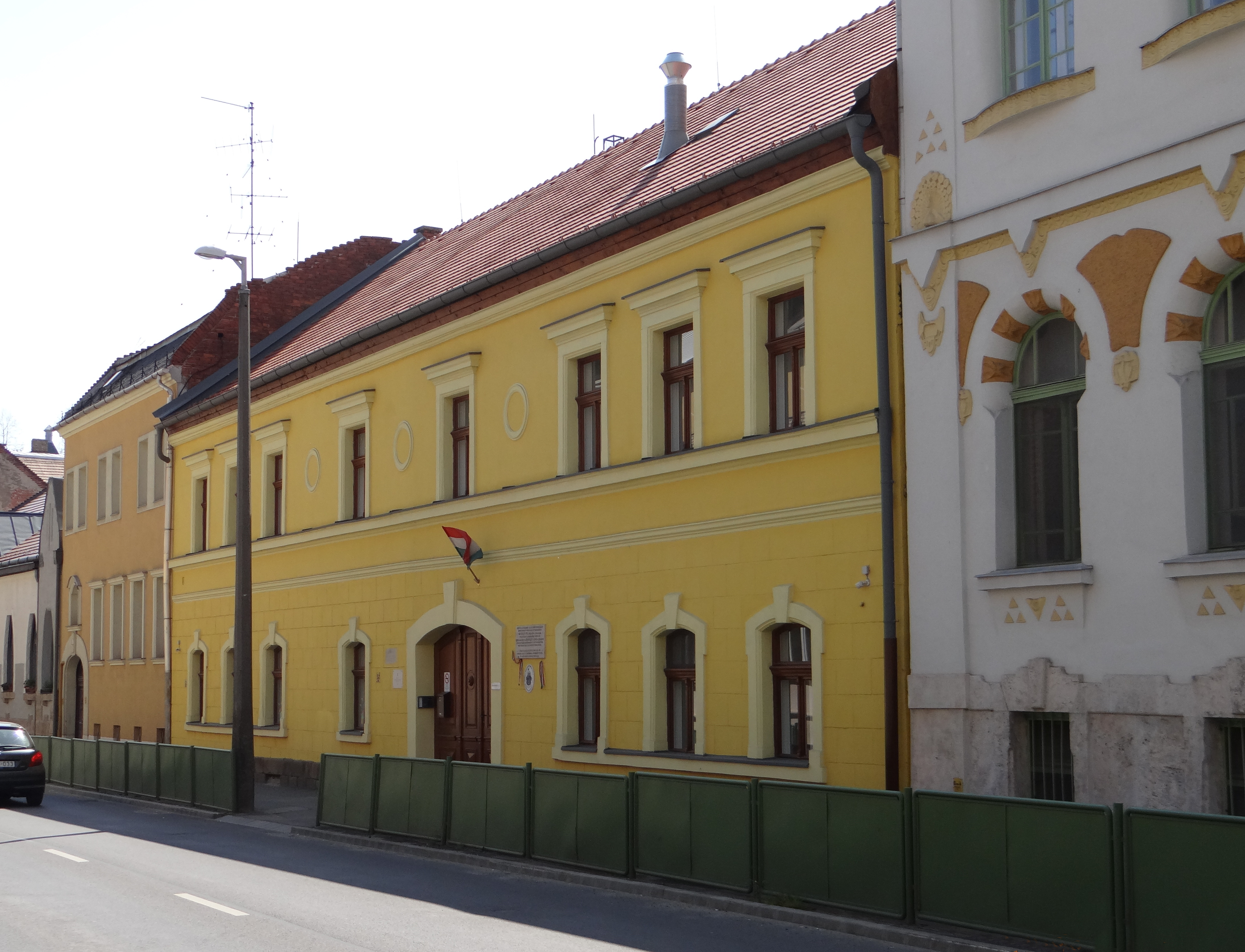
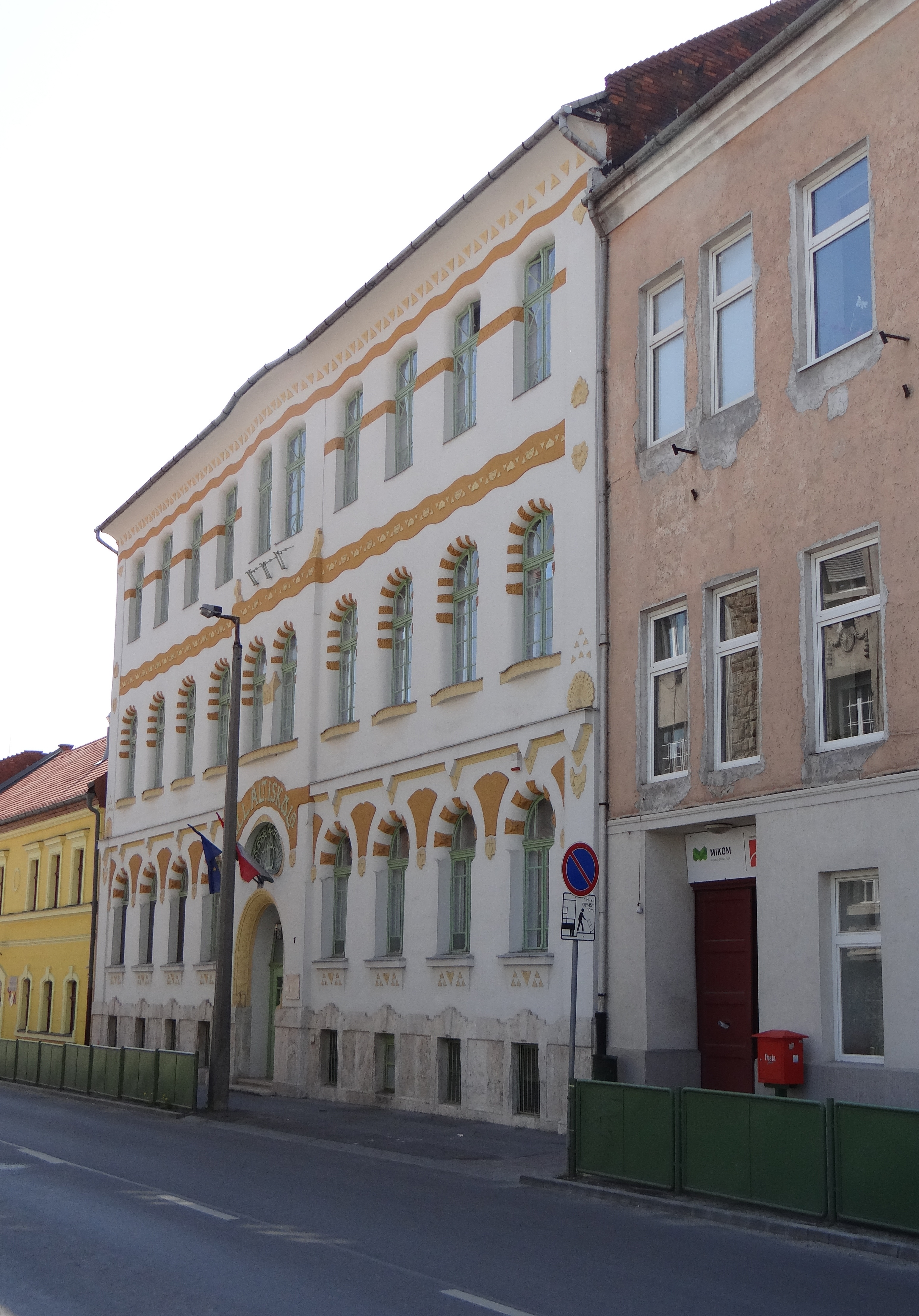

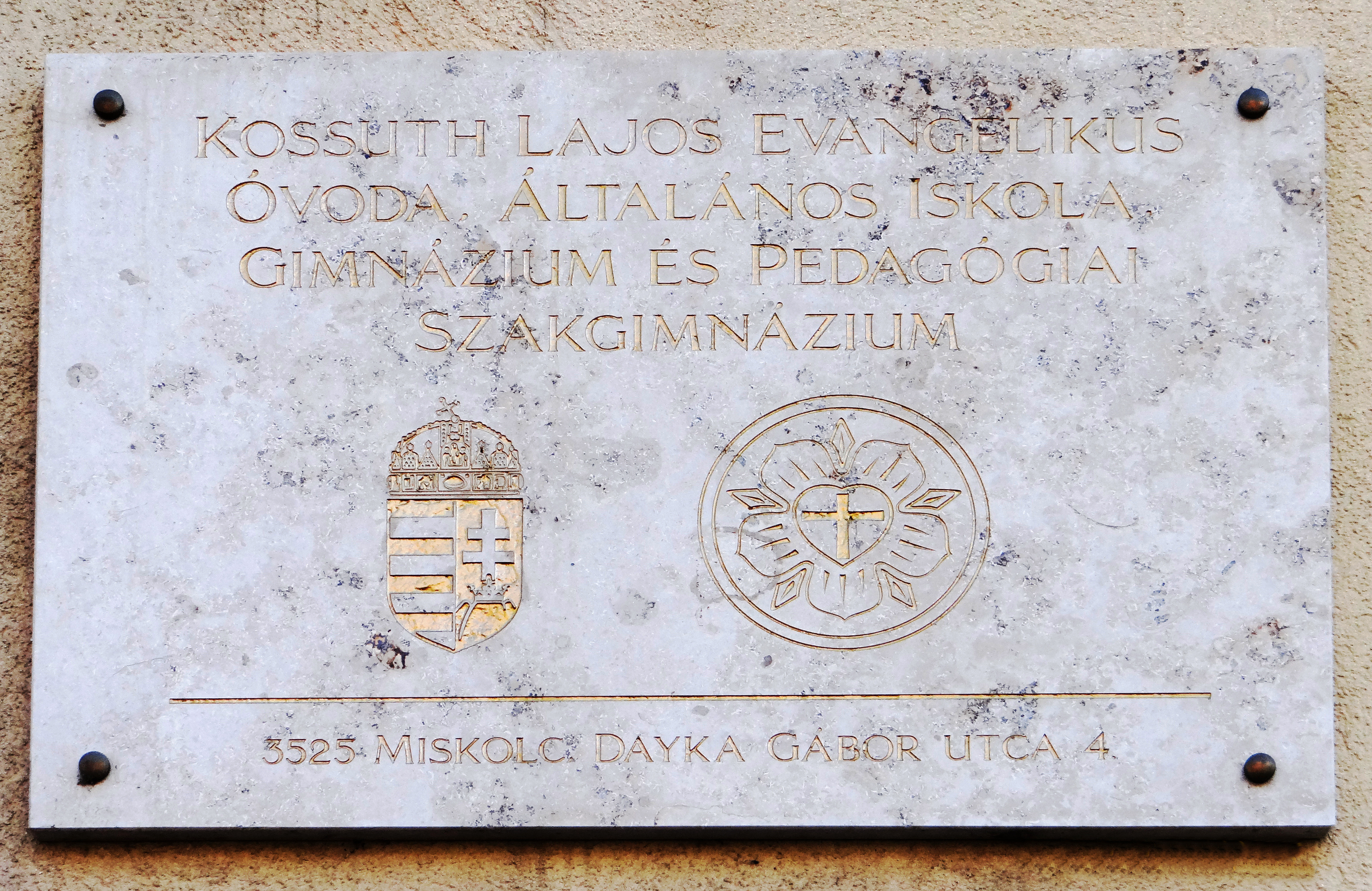
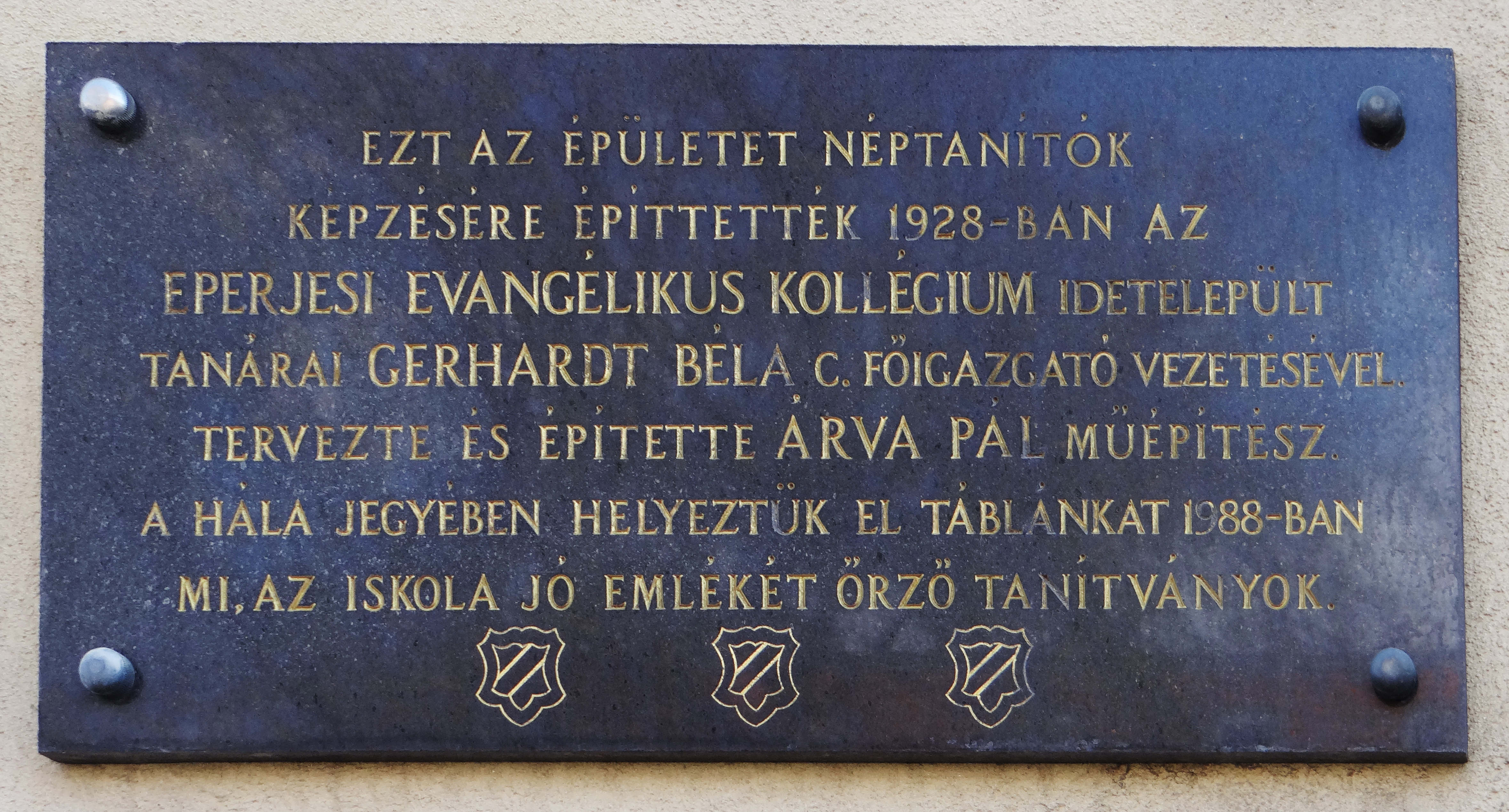
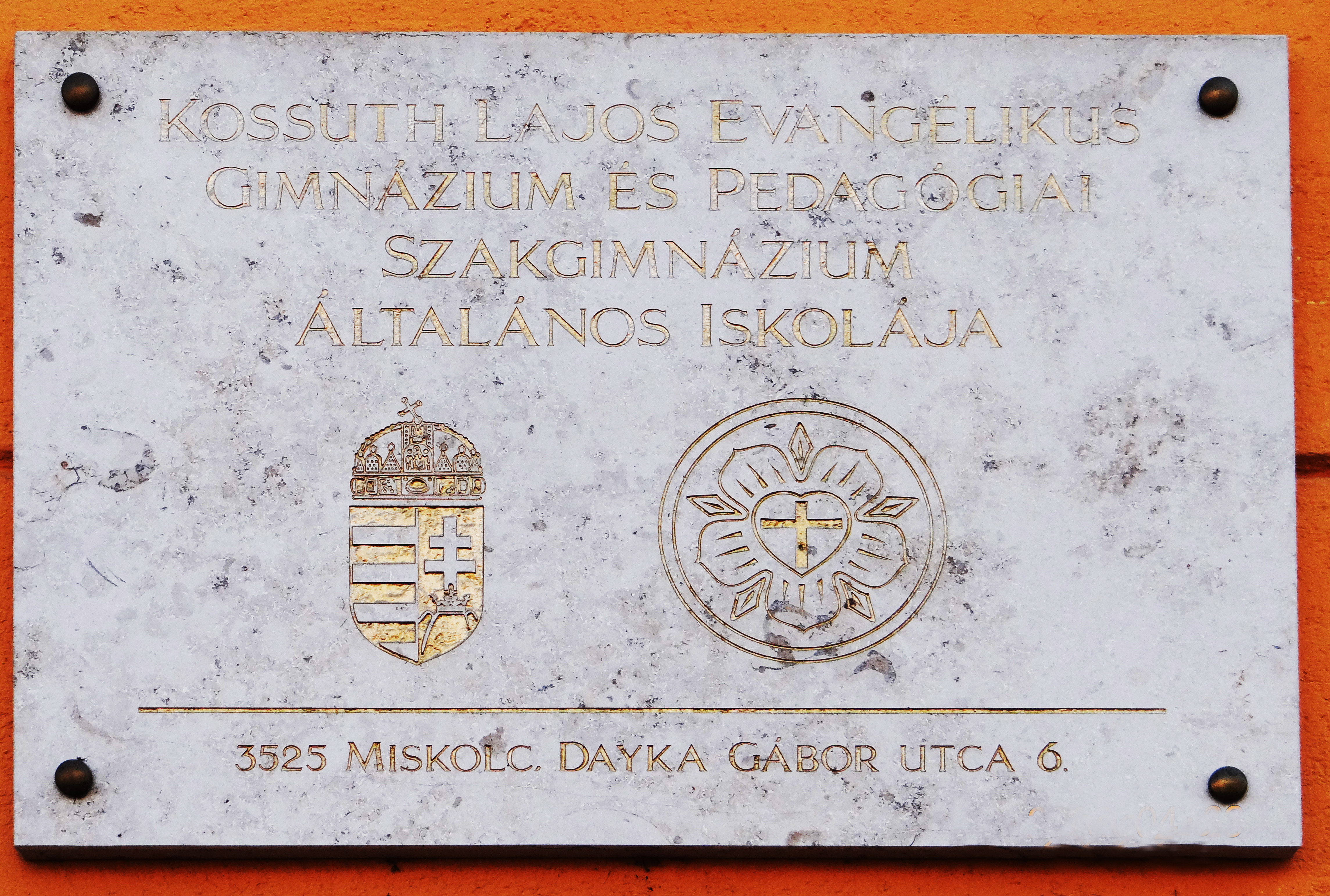
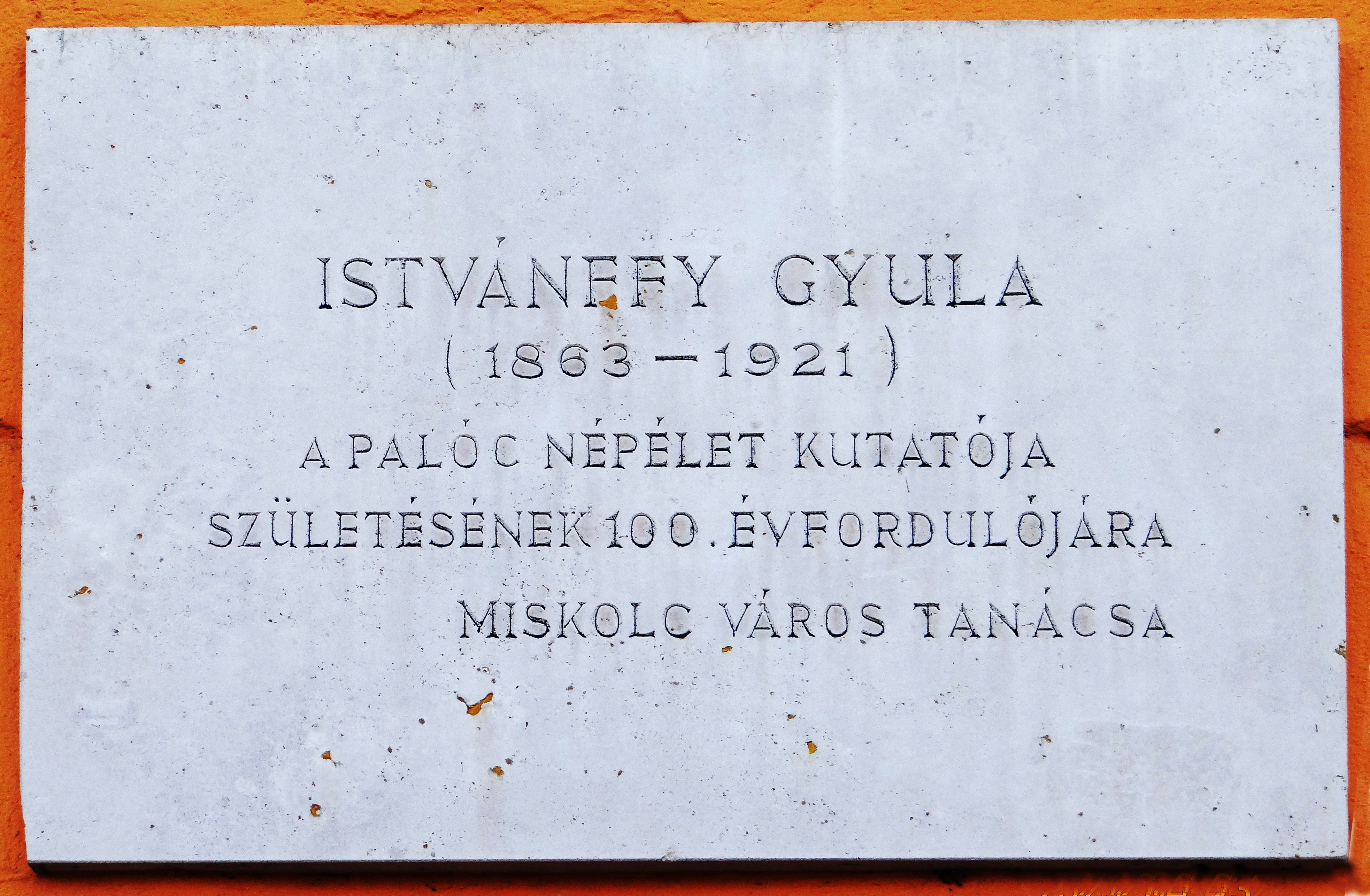
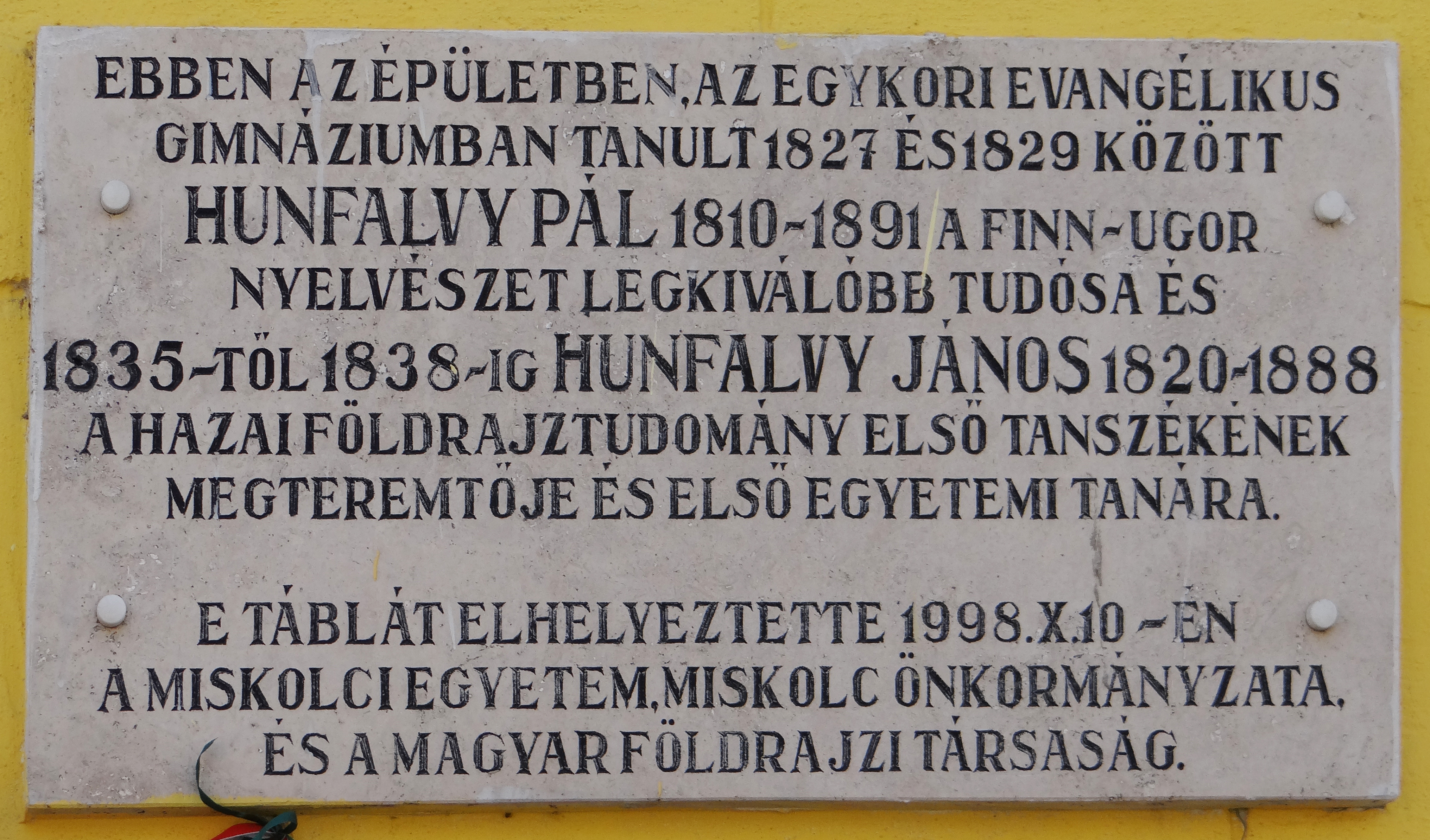
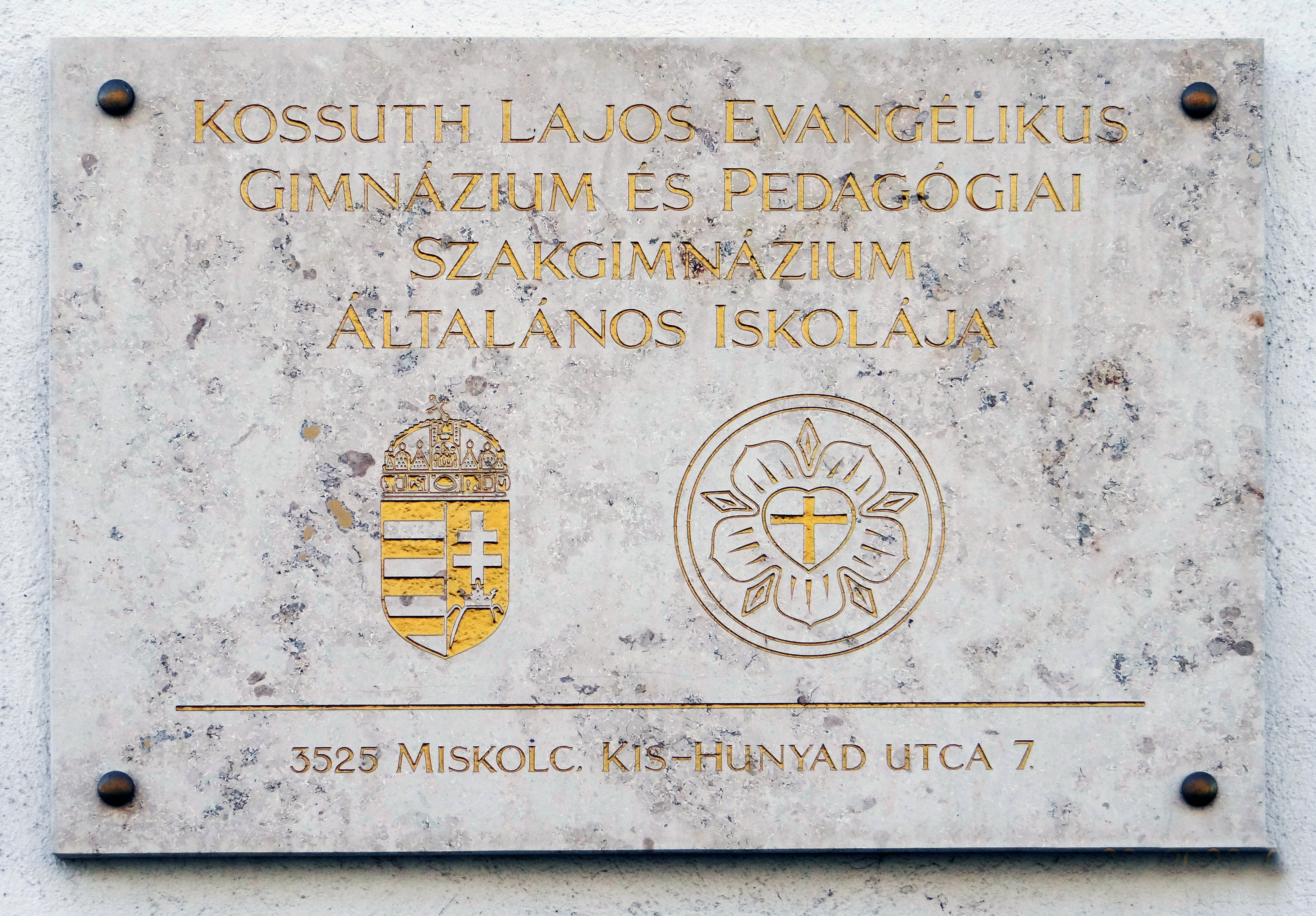

Az iskola épületei:
Táblák az épületek falán: